# Мальова-Гура
Мальова-Гура (пол. Malowa Góra) — село в Польщі, у гміні Залесе Більського повіту Люблінського воєводства. Населення — 131 особа (2011).

## Історія
За даними етнографічної експедиції 1869—1870 років під керівництвом Павла Чубинського, у селі переважно проживали греко-католики, які розмовляли українською мовою.
У 1975—1998 роках село належало до Білопідляського воєводства.

## Демографія
Демографічна структура станом на 31 березня 2011 року:
|          | Загалом | Допрацездатний вік | Працездатний вік | Постпрацездатний вік |
| -------- | ------- | ------------------ | ---------------- | -------------------- |
| Чоловіки | 66      | 8                  | 44               | 14                   |
| Жінки    | 65      | 10                 | 32               | 23                   |
| Разом    | 131     | 18                 | 76               | 37                   |